# ساندرو آمیناشویلی
ساندرو آمیناشویلی ورزشکار مرد رشتهٔ کشتی آزاد متولد ۲۱ فوریهٔ ۱۹۹۲ در کشور گرجستان است. از افتخارات این کشتی گیر می توان به کسب مدال برنز مسابقات قهرمانی کشتی جهان ۲۰۱۵ اشاره کرد.